# Tim Montana

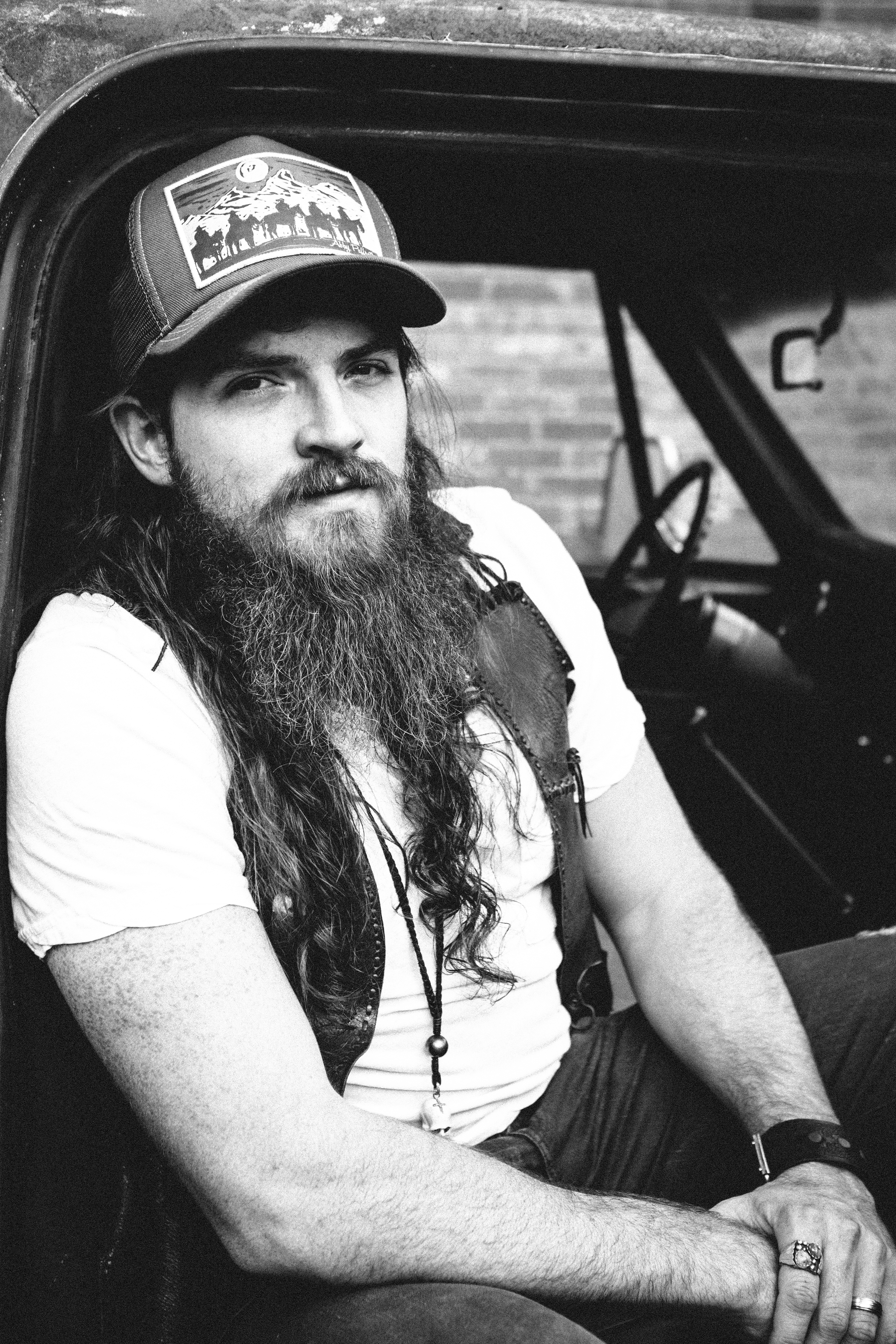
Tim Montana (2017)

Tim Montana (* 5. Januar 1985 in Kalispell, Montana) ist ein US-amerikanischer Country-Rock/Southern-Rock-Sänger. 

## Werdegang
Tim Monata wuchs in einer Wohnwagensiedlung in Butte auf. Im Alter von sechs Jahren erhielt er seine erste Gitarre. Da der Wohnwagen seiner Familie keinen Strom hatte, brachte er sich das Spielen bei Kerzenlicht selbst bei. In seiner Schulzeit nahm er an verschiedenen Talentshows teil. Im Jahre 2003 machte er seinen Abschluss an der Butte High School und zog nach Los Angeles, um Musik zu studieren. Dort traf er auf den Produzenten Johnny Hiland, mit dem er sein Debütalbum Iron Horse aufnahm, welches am 21. August 2007 über CD Baby veröffentlicht wurde. Am 17. Oktober 2008 führte Tim Montana das Lied Butte, America in der Late-Night-Show Late Show with David Letterman auf, zu der er vom Moderator David Letterman persönlich eingeladen wurde.
Fünf Jahre später lernte Tim Montana den ZZ-Top-Sänger Billy Gibbons kennen. Zusammen wurde das Lied This Beard Came Here to Party. Das Baseballteam der Boston Red Sox nutzte das Lied während der laufenden Saison als Teamhymne. Tim Montana spielte daraufhin zahlreiche Konzerte im Vorprogramm von ZZ Top und Kid Rock. Am 24. Februar 2016 veröffentlichte er sein zweites Studioalbum Tim Montana and the Shrednecks. Im Oktober 2019 folgte die Single Mostly Stoned, bei dessen Musikvideo der Schauspieler Charlie Sheen Regie führte. Am 14. Februar 2020 wurde das dritte Studioalbum American Thread veröffentlicht, bei dem Kid Rock als Gastsänger zu hören ist. Das vierte Album Long Shots folgte am 9. April 2021. 
Am 6. Mai 2022 erschien die EP Reno. Als Gastmusiker traten Colbie Caillat, Billy Gibbons und Matt Sorum auf. Für den 12. Juli 2024 kündigte Tim Montana mit Savage sein erstes Rock-Album an.

## Diskografie
Alben
- 2007: Iron Horse
- 2016: Tim Montana and the Shrednecks
- 2020: American Thread
- 2022: Long Shots
- 2024: Savage

EPs
- 2022: Reno